# フィリピン標準時

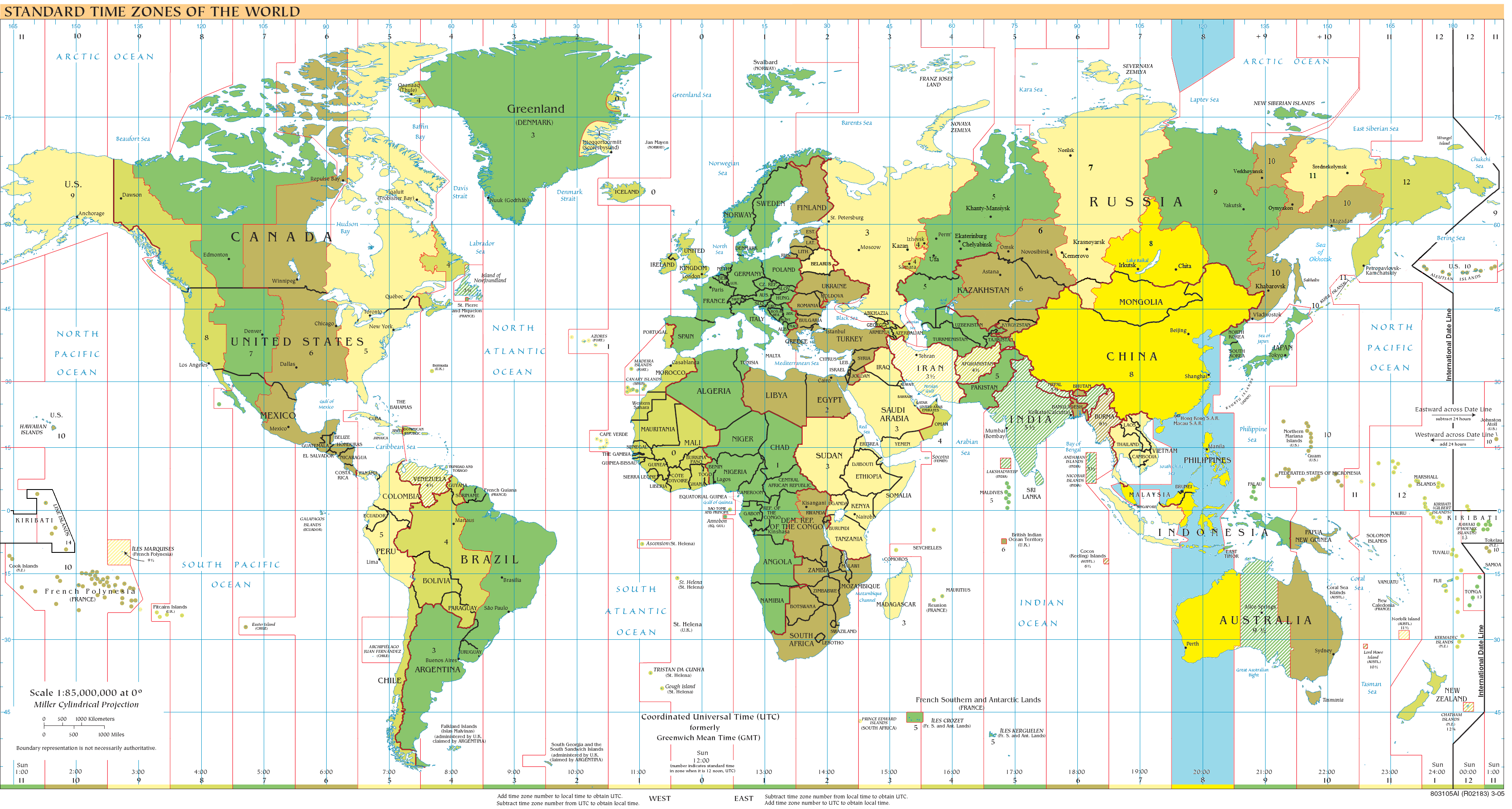
黄色の部分がUTC+8の使用地域

フィリピン標準時（フィリピンひょうじゅんじ、フィリピン語: Pamantayang Oras ng Pilipinas, abbreviated、英語: Philippine Standard Time,PST）は、フィリピンで使用されている協定世界時を8時間進めた標準時（UTC+8）である。2017年5月現在、夏時間はないが、過去には使用された時期もある。

## 概要
地理的に、フィリピンは東経116°40′と東経126°34′内にあり、UTC+8のタイムゾーン内にあり、標準時においてもこの時間帯が採用されている。同じ時間帯を採用している地域は中華人民共和国、台湾、マレーシア、ブルネイ、インドネシア中部、オーストラリアのウエスタンオーストラリア州、シンガポールとなっている。なお、フィリピンの標準時は、フィリピン大気地球物理天文局（PAGASA）により維持・生成されている。

## 歴史
フィリピンの標準時は1978年12月2日に承認されて、1983年1月1日に実施されたBatas Pambansa Blg 8によって制定された。
かつてスペイン領であったフィリピンは1521年から1844年まで国際日付変更線の東側にあり、メキシコと同じ日付であった。これはフィリピンがメキシコのアカプルコとの重要な交易拠点であったためである。その後フィリピンは日付変更線の西側へ変更され、これにより1844年12月30日月曜日の次の日が1845年1月1日水曜日になった。

### 標準時の変遷
| 使用期間                       | 協定世界時との差      | 時間帯の名称     |
| ------------------------------ | --------------------- | ---------------- |
| 1521年3月16日 – 1844年12月30日 | UTC-15:56（マニラ）   | 地方平均時       |
| 1521年3月16日 – 1844年12月30日 | UTC-16:02（バラバク） | 地方平均時       |
| 1521年3月16日 – 1844年12月30日 | UTC-15:33（ダバオ）   | 地方平均時       |
| 1845年1月1日 – 1899年5月10日   | UTC+8:04 （マニラ）   | 地方平時         |
| 1845年1月1日 – 1899年5月10日   | UTC+7:58（バラバク）  | 地方平時         |
| 1845年1月1日 – 1899年5月10日   | UTC+8:27（ダバオ）    | 地方平時         |
| 1899年5月11日 – 1936年10月31日 | UTC+8                 | フィリピン時間   |
| 1936年11月1日 – 1937年1月31日  | UTC+9                 | フィリピン夏時間 |
| 1937年2月1日 – 1942年4月30日   | UTC+8                 | フィリピン時間   |
| 1942年5月1日 – 1944年10月31日  | UTC+9                 | 日本標準時       |
| 1944年11月1日 – 1954年4月11日  | UTC+8                 | フィリピン時間   |
| 1954年4月12日 – 1954年6月30日  | UTC+9                 | フィリピン夏時間 |
| 1954年7月1日 – 1978年3月21日   | UTC+8                 | フィリピン時間   |
| 1978年3月22日 – 1978年9月20日  | UTC+9                 | フィリピン夏時間 |
| 1978年9月21日 – 1990年5月20日  | UTC+8                 | フィリピン時間   |
| 1990年5月21日 – 1990年7月21日  | UTC+9                 | フィリピン夏時間 |
| 1990年7月22日 – 2013年5月31日  | UTC+8                 | フィリピン時間   |
| 2013年6月1日 – 現在            | UTC+8                 | フィリピン標準時 |

## 夏時間
2017年現在、夏時間は実施されていない。しかし、過去に1936-1937年のマニュエル・ケソン大統領、1954年のラモン・マグサイサイ大統領、1978年のフェルディナンド・マルコス大統領、1990年のコラソン・アキノ大統領の間、それぞれ短期間実施された。

## IANAのTime Zone Database
IANAのTime Zone Databaseには、フィリピンの標準時が1つ含まれている。
| 国コード | 座標        | 時間帯ID    | 注釈 | 協定世界時との差 | 夏時間 | 備考 |
| -------- | ----------- | ----------- | ---- | ---------------- | ------ | ---- |
| PH       | +1435+12100 | Asia/Manila |      | +08:00           | +08:00 |      |